# Pueblo

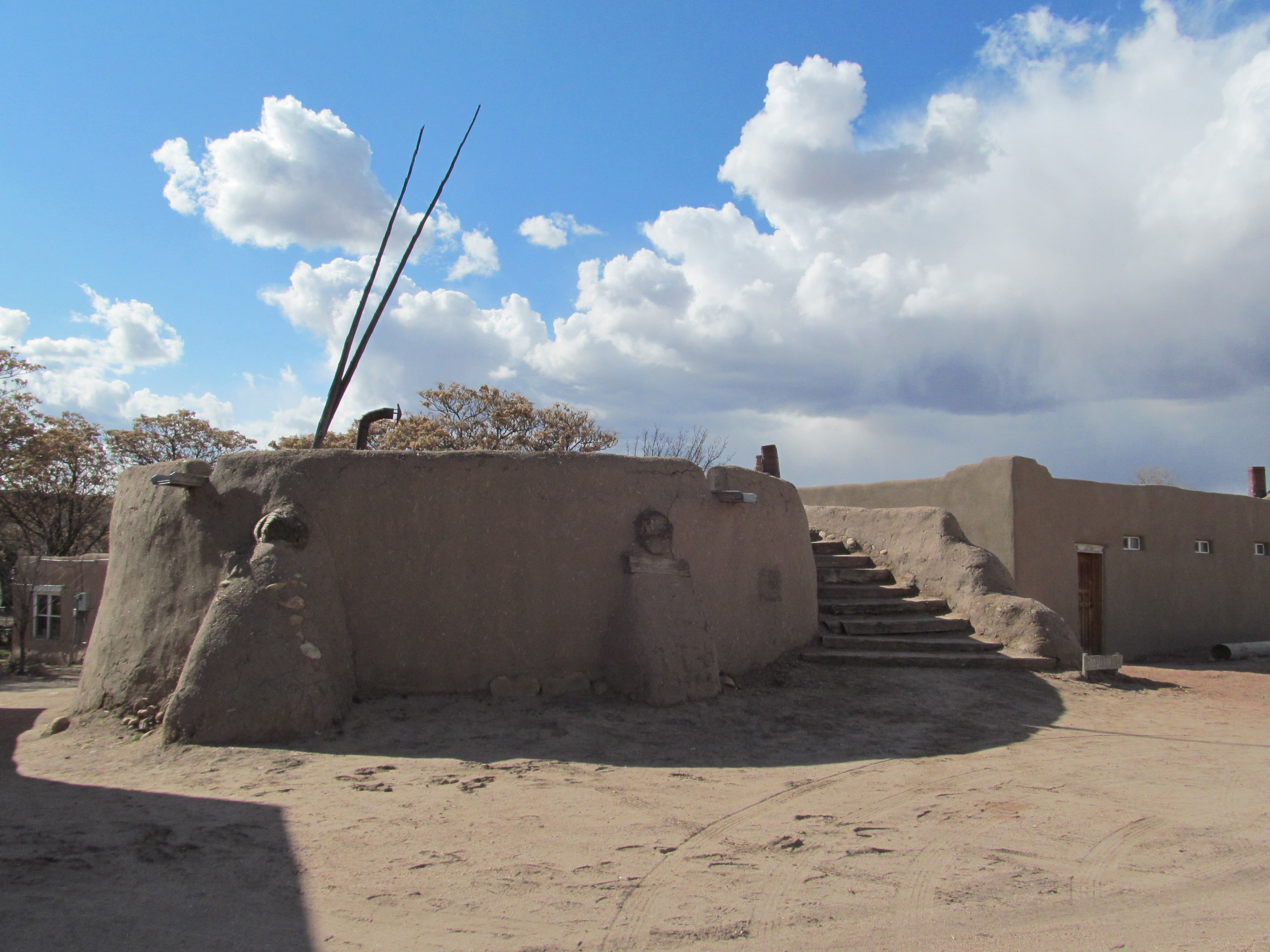
Kiva w pueblo Nambé, Nowy Meksyk (luty 2012)

Pueblo – grupa plemion indiańskich Arizony i Nowego Meksyku. Wchodzi w skład południowo-zachodniego kręgu kulturowego Indian północnoamerykańskich. Ich nazwa wywodzi się z języka hiszpańskiego, w którym oznacza wioskę – ze względu na specyficzne osadnictwo stanowiące znak rozpoznawczy Indian Pueblo.

## Struktura społeczna
Struktura społeczna ma charakter poziomy, o niewielkiej stratyfikacji. Nie wykształciła się klasa sprawująca władzę, a wódz pełnił funkcję raczej mediatora i konsultanta. Tzw. „sankcja z boku” powodowała, że w okresie stabilności ich kultury, przed spustoszeniami uczynionymi przez białych Amerykanów, popełniano bardzo niewiele przestępstw, gdyż każdy członek plemienia bał się utraty twarzy w oczach współplemieńców. Cechowała ich bardzo silna pozycja społeczna kobiety, matrylokalność i matrylinearność, także wysoki stopień akceptacji dla homoseksualistów, a także „apolliński” umiar i dystans (jak to określiła Ruth Benedict) oraz pokojowe nastawienie do świata. Nazwa jednego z plemion, Hopi, oznacza miłujących pokój.
W latach 1909–1913 w ramach stypendium badawczego w Somerville College w Oksfordzie, antropolożka Barbara Freire-Marreco badała Samorządy Indian Pueblo pod administracją hiszpańską i amerykańską. Uczestniczyła w obozie namiotowym badaczy ze School of American Archaeology w El Rito de los Frijoles. Nauczyła się języka tewa, by porozumiewać się z miejscowymi. Zebrane w latach 1910–1913 materiały na temat ludności Pueblo opublikowano w 1916 w Ethnobotany of the Tewa Indians.

## Gospodarka
Gospodarka Indian Pueblo opierała się zawsze na rolnictwie i hodowli.
Nie hodowali jednak zbyt wiele zwierząt – głównie indyki, w późniejszym okresie muły. Brakowi potrzeby chowu zwierząt zawdzięczamy m.in. dzikie mustangi – Indianie Pueblo po jednym z powstań wypuścili całe stada hiszpańskich koni na prerię.
Na tle innych plemion Ameryki Północnej ich gospodarkę wyróżniał bardzo wspólnotowy charakter – właściwy ludom Mezoameryki. Ziemia należała do wioski a poszczególne rodziny dostawały prawo do jej użytkowania w określonym czasie – przejęcie ziemi przez kolejne pokolenie wymagało uzgodnień ze współmieszkańcami wioski. Pastwiska, jak i miejsca zadrzewione, skąd pozyskiwano budulec były własnością całej wioski, a ich użytkowanie wymagało każdorazowej zgody współmieszkańców.
Część ziemi uprawiana była na potrzeby wioski wspólnie – plony nierzadko rozdzielano między tych, którym nie powiodła się uprawa i wśród ubogich. Ciężkie prace często wykonywane były przez całą wioskę na poletkach kolejnych rodzin, a prace „pożyczano” na zasadzie „ty dziś popracujesz u mnie, ja jutro u ciebie”.
W latach silnej walki z ideologiami socjalistycznymi Indian Pueblo na siłę zmuszano do podziału ich ziemi na działki i do zaniechania wspólnotowego życia, kojarząc ich system społeczny z socjalistycznym. Jednak starania te niezbyt powiodły się i dziś wśród Indian Pueblo nadal spotyka się przykłady tradycyjnej gospodarki plemiennej.

## Stosunki z innymi ludami
Od czasu, gdy na sąsiednie tereny przybyli Apacze (ok. XV/XVI wieku), spokojni Pueblo byli nieustannie nękani ich najazdami rabunkowymi. By się przed nimi chronić – często szli na układy z Hiszpanami, potem Meksykanami i Amerykanami.
Antropolog Alfred Kroeber zaobserwował, że w czasie II wojny światowej wykazywali oni niezwykłe wprost zainteresowanie wszystkim, co się działo na świecie. Każdego przejezdnego pytali, co słychać na frontach Europy i Pacyfiku i na podstawie ich relacji byli na bieżąco z wydarzeniami i postaciami tej wojny.

## Osadnictwo
Nazwą pueblo określa się również wieś bądź osadę charakterystyczną dla tych plemion. Żyją w osadach wtopionych w skalisto-pustynny krajobraz Nowego Meksyku. Tradycyjne domy budują z kamienia, belek oraz niewypalanej prostokątnej cegły adobe zrobionej z suszonej na słońcu gliny zmieszanej ze słomą i plewami. Wznoszone są tarasowo, a na wyższe piętra i na dachy, które są płaskie, wchodzi się po drabinach.
W centrum wioski zwykle znajduje się miejsce kultu, zwane kiva.

## Plemiona Pueblo
W skład grupy Pueblo wchodzą plemiona:
- Hopi
- Zuni
- Keres
- Acoma

## Liczebność
Według danych U.S. Census Bureau, podczas spisu powszechnego w 2000 roku 59 533 obywateli USA zadeklarowało, że ma pochodzenie wyłącznie Pueblo, zaś 74 085 oświadczyło, że ma pochodzenie wyłącznie lub między innymi Pueblo.

## Publikacje
- A. Kroeber, Funkcjonowanie instytucji klanu w plemieniu Zuni, [w:] idem, Istota kultury, przeł. P. Sztompka, Warszawa 1989.
- A. Kroeber, Przemiany kultury Zuni, [w:] idem, Istota kultury, s. 540–545.
- R. Benedict, Wzory kultury, przeł. J. Prokopiuk, Warszawa 1966, s. 126–208.